# 何舜齡
何舜齡（1566年—1632年），字廷永，號蘭汜，浙江台州府臨海縣柵浦人，明朝政治人物。

## 生平
何舜齡是萬曆三十七年（1609年）己酉科浙江鄉試第八十四名舉人，三十八年（1610年）、四十一年（1613年）兩會試中副榜，授蕭山教諭，教育士子不遺餘力，四十七年（1619年）陞安遠知縣，核查當地戶口平均賦稅，天啟二年（1622年）陞泉州同知，負責海防，籌畫足餉、修繕器械、建造樓船，當紅夷在澎湖盤踞成為禍患，他與同僚進剿七個月後平定，福建巡撫南居益、巡按御史周昌晉上表其功，曾署同安知縣，革除弊政、不用嚴刑、虛心聽斷、案件自清，並在該處興學作人，士人都感恩其德。
天啟六年（1626年）十二月，福建巡撫朱一馮派遣都司洪先春率海軍擊敗鄭芝龍，鄭芝龍打算求撫，因此不再追趕洪先春，捕獲游擊盧毓英亦不殺害，泉州知府王猷對福建按察司副使鄧良知說：「芝龍情勢如此，現在難以一時剿滅，招撫或許可行，不如遣人諭意他離開岸邊，允許他立功贖罪。」於是上級派遣他何舜齡出發宣諭，他以輕舟出發，見到鄭芝龍就立刻開示禍福，對方感激歸命，願意誅殺流賊李魁奇、劉香老等人為朝廷效力，視察各島嶼後上呈善後計策，得撫按再次上表其功，本來已下令授與御史官職，卻因為他拒絕為魏忠賢建祠而按下不發，崇禎元年（1628年）遷山東鹽運司同知，二年（1629年）陞鹽運使，同年致仕回鄉，其時行李蕭然，在家鄉的老屋僅能抵擋風雨，五年（1632年）去世，享年六十七歲，著有《蘭汜雜稿》。

## 家族
祖父何寵，潮州府知府；父何大壯。從弟何舜韶，萬曆三十四年舉人；何舜岳，萬曆四十一年進士。孫何紘度，順治九年進士。

## 引用
1. 1 2  民國《臨海縣志·卷二十·人物》：何舜齡，字廷永，號蘭汜，萬曆己酉舉人，庚戌會試副榜，癸丑又副榜進士，授蕭山教諭 續台考，楷模多士，訓迪奬成，不遺餘力，擢安遠知縣，砥礪廉隅，門以內冰清，門以外春盎，邑苦逋賦，為核產分戶均輸，其害頓息，天啟壬戌陞泉州同知，紅夷踞澎久為閩患，舜齡與同官進勦七閱月平其巢穴，撫軍南居益、巡按周昌晉上其功，鄭芝龍縱橫海上勢侵，大都司洪先春率舟師往擊之大敗，芝龍故有求撫之意，乃捨先春不追復，獲盧游擊亦不殺，泉守王猷言於監司鄧良知曰：「芝龍之勢如此，今勦難猝滅，撫或可行，不若遣人諭意退舟海外，仍許立功贖罪。」監司上其事於撫按，欲遣難其人，以舜齡素為眾所推信檄往諭，扁舟見之開示禍福，芝龍感激歸命，願誅別賊李魁奇、劉鄉老等以自效，舜齡又遍歷諸島條議善後策，撫按再上其功 府志，部議授憲職，四方多建魏忠賢祠，閩獨不聞，舜齡又無奧援，故命寢不下，崇禎改元轉山東鹽運司同知，陞運使，致仕歸，宦橐蕭然，老屋數椽僅蔽風雨，年六十七卒，著有《蘭汜雜稿》 續台考，從弟舜韶、舜岳，舜韶大有子，舜岳大益子。
2. ↑  乾隆《安遠縣志·卷四·職官志》：知縣……明……何舜齡　浙江臨海人，舉人，萬厯四十七年任
3. ↑  同治《泉州府志·卷三十·名宦二》：何舜齡，號蘭汜，浙江舉人，天啟間任泉州府同知，職司海防，籌兵足餉，修器械、造樓船，庶務畢舉，紅夷搆難焚舟墮城，卒還我內地，舜齡之功為多，渡彭之役凌風濤，往來若履平地，凡置將設防、扼險措餉，諸善後籌畫皆所部署，上功為諸防海冠，署同安縣篆，却苞苴、除陋例，不施鞭朴，課額自最、虛心聽斷、訟牒自清，民或悔禍解紛者聽，一質公庭則情形如覩，曲直立分意所不可，雖情干勢格不能奪，尤加意興學作人，士類感之 節清白堂稿。